# Füruzan

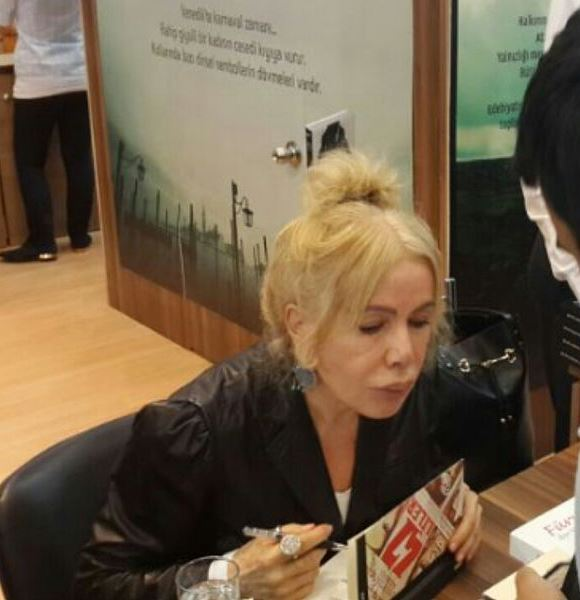
Füruzan (2013)

Füruzan (* 29. Oktober 1932 in Istanbul als Feruze Çerçi; Ehename: Füruzan Selçuk; † 11. Februar 2024) war eine der bekanntesten Schriftstellerinnen der Türkei.

## Leben
Selçuks Vater starb früh; ihre Schulausbildung konnte sie nicht abschließen. Ab 1956 schrieb sie Kurzgeschichten und Erzählungen, die in verschiedenen Zeitschriften veröffentlicht wurden. 1958 heiratete sie den türkischen Karikaturisten Turhan Selçuk.
Unter ihrem Vornamen veröffentlichte sie ab 1968. Es folgten Romane. Ihre Werke drehen sich immer wieder um Arme, Frauen und Kinder.
1975 kam sie als Gast des Berliner Künstlerprogramms des DAAD nach Deutschland, wo sie bis 1981 blieb und Reportagen über das Leben türkischer Arbeitsmigranten schrieb.
Füruzan starb im Februar 2024 im Alter von 91 Jahren.

## Ehrungen
Für ihr Schaffen hat sie mehrere Preise erhalten: den Sait-Faik-Literaturpreis (1972), den Preis der türkischen Sprachgesellschaft Türk Dil Kurumu (1975) und 2023 den Erdal-Öz-Literaturpreis.

## Werke auf Deutsch
- Frau ohne Schleier. Türkische Erzählungen. Dt. von Adelheid Uzunoglu-Ocherbauer. dtv, München 1981 (6. Auflage 1991), ISBN 3-423-11191-7 (erstmals auf Deutsch 1976 im Europaverlag).
- Logis im Land der Reichen. Wie eine türkische Schriftstellerin das Leben ihrer Landsleute in Deutschland sieht. Aus dem Türk. von Zehra Oyan, Ilhami Sevim, Ümit Yüzen, hrsg. von Rosemarie Kuper. dtv, München 1985, ISBN 3-423-10465-1 (dt. Erstausgabe).
- Vom rotgesprenkelten Spatzen. Ein Bilderbuch über die Türkei. Von Füruzan und Wera und Claus Küchenmeister, mit Illustrationen von Elke Bullert. 2. Aufl. Kinderbuchverlag, Berlin 1984.
- Erzählung Vergiss das Blut nicht, übersetzt von Reinhard Rathgen, in: Füruzan (Hrsg.): Erkundungen. 9 türkische Erzähler. Verlag Volk und Welt, Berlin 1982, S. 273–303.
- Erzählung Die Provinzlerin, übersetzt von Hanne Egghardt, in: Hanne Egghardt (Hrsg.): Aufbruch aus dem Schweigen. 16 Erzählerinnen aus der Türkei. Buntbuch, Hamburg 1984, S. 108–113.